# HMS Sjölejonet (Sle)
HMS Sjölejonet (Sle) var en ubåt av Sjöormen-klass byggd vid Kockums Mekaniska Verkstads AB i Malmö och sjösatt 1967. I samband med provturen fick fartyget sin devis, som lyder: In omnia paratus (Beredd på allt, överallt).
Sjölejonet och Sjöhunden genomgick en livstidsförlängning mellan åren 1992 och 1994, med avseende på huvudmaskineri (2 x Hedemora byttes ut mot 4 x Scania DSI 14), ytterligare förbättring på sonar samt strids- och eldledning, samt en hel del energibesparande åtgärder - ersättning av gammal elektrisk utrustning till modern teknologi och en modifiering av hydraulsystemet ombord.
Sjölejonet såldes 1997 tillsammans med sina fyra systerbåtar till Singapore, som därmed för första gången byggde upp ett ubåtsvapen.  I Singapore fick hon namnet Conqueror.

### Not
1. ↑  Roderick Klintebo (2004). Det svenska ubåtsvapnet 1904-2004. Karlskrona: Literatim. sid. 239. ISBN 91-973075-3-X
2. ↑  Hofsten, Gustaf von; Waernberg, Jan; Ohlsson, Curt S. (2003). Örlogsfartyg: svenska maskindrivna fartyg under tretungad flagg. [Forum navales skriftserie, 1650-1837 ; 6]. Stockholm: Svenskt militärhistoriskt bibl. i samarbete med Marinlitteratur. sid. 198-199. Libris 8873330. ISBN 91-974384-3-X